# The New Daughter
The New Daughter (Brasil: Possuída / Portugal: A Nova Filha) é um filme de terror americano dirigido por Luis Berdejo.

## Sinopse
John James (Kevin Costner) é um escritor que após ser abandonado pela esposa junto com seus dois filhos, muda-se para uma casa na cidade de Mercy, Carolina do Sul. Na nova casa, coisas estranhas acontecem com sua filha, Louisa (Ivana Baquero).

## Elenco
- Kevin Costner como John James
- Ivana Baquero como  Louisa James
- Gattlin Griffith como  Sam James
- Samantha Mathis como Parker Cassandra
- Noah Taylor como  Professor Evan White
- Margaret Anne Florence como Danella Alexis
- James Gammon como Wayne Roger
- Erik Palladino como Oficial Ed Lowry
- Guy Perry como criatura Alfa

## Recepção e crítica
O filme não chamou atenção e nem foi bem recebido pela crítica. A média no Rotten Tomatoes é de 33% baseado em 9 avaliações. O Metacritc possui somente 3 avaliações profissionais.